# Rocha da Pena

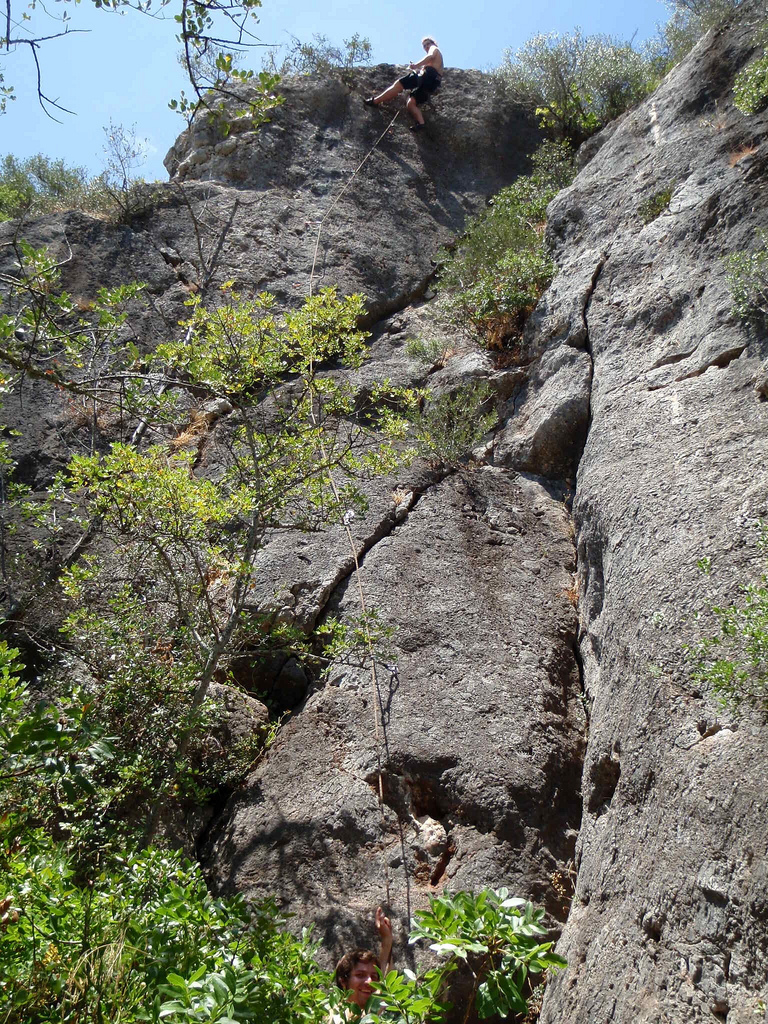
Rocha da Pena

A Rocha da Pena (479 m) constitui uma das elevações do Barrocal, e localiza-se nas freguesias de Salir e Benafim, concelho de Loulé. Apresenta uma cornija calcária com cerca de 50 metros de altura, cujo planalto atinge aproximadamente 2 quilómetros de comprimento. A acção erosiva da água sobre o calcário deu origem a formações cársicas como a gruta do Algar dos Mouros, que de acordo com a lenda terá sido um local de refúgio dos mouros após a conquista de Salir por D. Paio Peres Correia. A sua importância geológica, arqueológica, ambiental e paisagística determinou a atribuição do estatuto de Sítio Classificado .
A geologia consiste em arenitos do Triásico superior com Metoposaurus e calcários do Jurássico, que forma o penhasco.

## Ver também

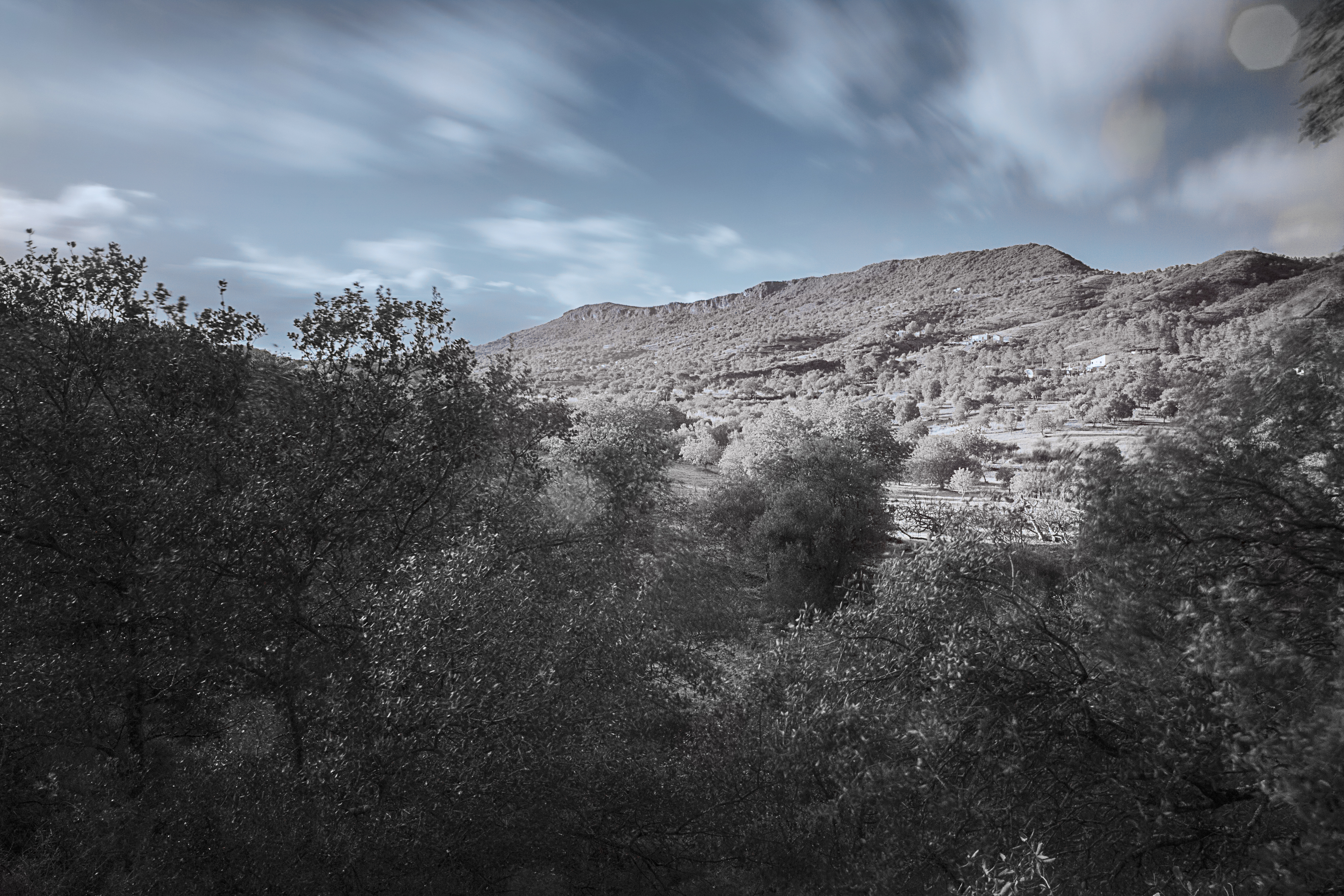
Rocha da Pena